# Asmate fasciata
Asmate fasciata là một loài bướm đêm trong họ Geometridae.